# Bergwielewaal
De bergwielewaal (Oriolus percivali) is een zangvogel uit de familie Oriolidae (Wielewalen en vijgvogels).

## Verspreiding en leefgebied
Deze soort komt voor in Afrika van oostelijk Congo-Kinshasa tot centraal Kenia en westelijk Tanzania.

## Status
De grootte van de populatie is niet gekwantificeerd maar de soort wordt omschreven als wijdverspreid en vrij algemeen. Op de Rode lijst van de IUCN heeft deze soort de status niet bedreigd.